# Webber (Kansas)
Webber es una ciudad ubicada en el condado de Jewell el estado estadounidense de Kansas. En el año 2010 tenía una población de 25 habitantes y una densidad poblacional de 83,33 personas por km².

## Geografía
Webber se encuentra ubicada en las coordenadas 39°56′9″N 98°2′5″O / 39.93583, -98.03472 (39.935809, -98.034726).

## Demografía
Según la Oficina del Censo en 2000 los ingresos medios por hogar en la localidad eran de $25,417 y los ingresos medios por familia eran $26,250. Los hombres tenían unos ingresos medios de $16,250 frente a los $23,750 para las mujeres. La renta per cápita para la localidad era de $11,769. Alrededor del 0% de la población estaban por debajo del umbral de pobreza.